# قطعنامه ۱۸۲ شورای امنیت
قطعنامه ۱۸۲ شورای امنیت سازمان ملل متحد که در تاریخ ۰۴ دسامبر ۱۹۶۳ تصویب شد، سندی بین‌المللی دربارهٔ سؤال در رابطه با به سیاست‌های دولت جمهوری آپارتاید آفریقای جنوبی است. این قطعنامه طی نشست ۱۰۷۸ام با ۱۱ موافق، ۰ مخالف و ۰ ممتنع تصویب شد.